# Ержебет Ревес
Ержебет Ревес (на унгарски: Révész Erzsébet) е унгарски психоаналитик.

## Биография
Родена е през 1887 година в Орадя, Австро-Унгария (днес Румъния), в католическо семейство. Брат ѝ Ласло Ревес също е психоаналитик. През 1916 г. тя заминава за Виена, където преминава анализа при Зигмунд Фройд, която е прекъсната през 1917, но е възстановена на следващата година. После става библиотекар на Унгарското психоаналитично общество.
Омъжва се за Шандор Радо, единия от основателите на Унгарското психоаналитично общество през 1919 г. Тя се разболява от анемия и докато Радо се анализира в Берлин при Карл Абрахам, тя умира бременна в седмия месец по средата на анализа с Шандор Ференци.